# Connor Randall
Connor Steven Randall (Liverpool, 21 ottobre 1995) è un calciatore inglese, difensore del Ross County.

## Caratteristiche tecniche
È un terzino destro.

## Carriera

### Club
È cresciuto nelle giovanili del Liverpool, con cui ha debuttato il 28 ottobre 2015 in occasione del match di Football League Cup vinto 1-0 contro il Bournemouth. In seguito ha giocato nella prima divisione scozzese con Hearts e Ross County.

### Nazionale
Ha giocato nella nazionale inglese Under-17.

## Statistiche

### Presenze e reti nei club
Statistiche aggiornate all'11 agosto 2018.
| Stagione        | Squadra         | Campionato      | Campionato | Campionato | Coppe nazionali      | Coppe nazionali | Coppe nazionali | Coppe continentali | Coppe continentali | Coppe continentali | Altre coppe | Altre coppe | Altre coppe | Totale | Totale | Totale |
| Stagione        | Squadra         | Comp            | Pres       | Reti       | Comp                 | Pres            | Reti            | Comp               | Pres               | Reti               | Comp        | Pres        | Reti        | Pres   | Reti   |        |
| --------------- | --------------- | --------------- | ---------- | ---------- | -------------------- | --------------- | --------------- | ------------------ | ------------------ | ------------------ | ----------- | ----------- | ----------- | ------ | ------ | ------ |
| 2014-2015       | Shrewsbury Town | FL2             | 1          | 0          | FACup+CdL+EFL Trophy | 0               | 0               |                    | -                  | -                  |             | -           | -           | 1      | 0      |        |
| 2015-2016       | Liverpool       | PL              | 3          | 0          | FACup+CdL            | 2+2             | 0               | UEL                | 0                  | 0                  |             | -           | -           | 7      | 0      |        |
| 2016-2017       | Liverpool       | PL              | 0          | 0          | FACup+CdL            | 1+0             | 0               |                    | -                  | -                  |             | -           | -           | 1      | 0      |        |
| 2017-2018       | Hearts          | PL              | 24         | 0          | CS+CdL+CC            | 3+0+0           | 0               |                    | -                  | -                  |             | -           | -           | 27     | 0      |        |
| Totale carriera | Totale carriera | Totale carriera | 28         | 0          |                      | 8               | 0               |                    | 0                  | 0                  |             | -           | -           | 36     | 0      |        |